# X Festival olimpico estivo della gioventù europea
Il X Festival olimpico estivo della gioventù europea, o anche conosciuto come 10º EYOF (European Youth Olympic Festival) si è svolto dal 19 al 24 luglio 2009 a Tampere, in Finlandia.

## Comitati olimpici partecipanti
- Albania
- Andorra
- Armenia
- Austria
- Azerbaigian
- Belgio
- Bosnia ed Erzegovina
- Bulgaria
- Croazia
- Cipro
- Rep. Ceca
- Danimarca
- Estonia
- Finlandia
- Francia
- Georgia
- Germania
- Gran Bretagna
- Grecia
- Ungheria
- Islanda
- Irlanda
- Israele
- Italia
- Lettonia
- Liechtenstein
- Lituania
- Lussemburgo
- Macedonia
- Malta
- Moldavia
- Monaco
- Montenegro
- Paesi Bassi
- Norvegia
- Polonia
- Portogallo
- Romania
- San Marino
- Serbia
- Slovacchia
- Slovenia
- Spagna
- Svezia
- Svizzera
- Turchia
- Ucraina

## Discipline
Sono state attribuite 109 medaglie in 9 sport:
- Atletica leggera (36) (dettagli)
- Pallacanestro (2) (dettagli)
- Ciclismo (3) (dettagli)
- Ginnastica artistica (14) (dettagli)

- Pallamano (2) (dettagli)
- Judo (15) (dettagli)
- Nuoto (31) (dettagli)
- Tennis (4) (dettagli)
- Pallavolo (2) (dettagli)

## Medagliere
| Posiz. | Nazione     | Oro | Argento | Bronzo | Totale |
| ------ | ----------- | --- | ------- | ------ | ------ |
| 1      | Russia      | 18  | 10      | 8      | 36     |
| 2      | Germania    | 10  | 8       | 7      | 25     |
| 3      | Regno Unito | 10  | 6       | 9      | 25     |
| 4      | Belgio      | 9   | 5       | 4      | 18     |
| 5      | Spagna      | 9   | 3       | 2      | 14     |
| 6      | Italia      | 8   | 7       | 7      | 22     |
| 7      | Francia     | 7   | 10      | 4      | 21     |
| 8      | Turchia     | 4   | 1       | 6      | 11     |
| 9      | Romania     | 3   | 8       | 5      | 16     |
| 10     | Polonia     | 3   | 4       | 7      | 14     |
| 11     | Serbia      | 2   | 5       | 3      | 10     |
| 12     | Ucraina     | 2   | 3       | 8      | 13     |
| 13     | Ungheria    | 2   | 3       | 5      | 10     |
| 13     | Paesi Bassi | 2   | 3       | 5      | 10     |
| 15     | Rep. Ceca   | 2   | 3       | 2      | 7      |
| 16     | Svizzera    | 2   | 2       | 8      | 12     |
| 17     | Danimarca   | 2   | 2       | 5      | 9      |
| 18     | Austria     | 2   | 2       | 4      | 8      |
| 19     | Azerbaigian | 2   | 1       | 1      | 4      |
| 19     | Slovacchia  | 2   | 1       | 1      | 4      |
| 21     | Finlandia   | 1   | 5       | 1      | 7      |
| 22     | Irlanda     | 1   | 3       | 3      | 7      |
| 23     | Bielorussia | 1   | 2       | 1      | 4      |
| 24     | Lituania    | 1   | 2       | 0      | 3      |
| 25     | Portogallo  | 1   | 1       | 1      | 3      |
| 26     | Estonia     | 1   | 0       | 1      | 2      |
| 26     | Slovenia    | 1   | 0       | 1      | 2      |
| 28     | Moldavia    | 1   | 0       | 0      | 1      |
| 29     | Lettonia    | 0   | 2       | 2      | 4      |
| 30     | Georgia     | 0   | 2       | 1      | 3      |
| 31     | Bulgaria    | 0   | 1       | 2      | 3      |
| 31     | Croazia     | 0   | 1       | 2      | 3      |
| 33     | Armenia     | 0   | 1       | 1      | 2      |
| 33     | Cipro       | 0   | 1       | 1      | 2      |
| 33     | Israele     | 0   | 1       | 1      | 2      |
| 36     | Svezia      | 0   | 1       | 0      | 1      |
| 37     | Grecia      | 0   | 0       | 4      | 4      |
| Totale | Totale      | 109 | 110     | 123    | 342    |